# Wiktor Petrowitsch Wologdin
Wiktor Petrowitsch Wologdin (russisch Виктор Петрович Вологдин; * 28. Julijul. / 9. August 1883greg. in der Kuwa-Werkssiedlung bei Kudymkar; † 14. Oktober 1950 in Leningrad) war ein russischer Ingenieur, Schweißpionier und Hochschullehrer.

## Leben
Als Schüler besuchte Wologdin 1894 die bekannte Elektroschweißwerkstatt des Ingenieurs N. G. Slawjanow bei den Permer Kanonenwerken, was seinen weiteren Lebensweg bestimmte. 1902 trat er in die St. Petersburger Marine-Ingenieurshochschule ein, und aufgrund seiner Leistungen wurde er Feldwebel. Als er jedoch 1906 nach der Revolution zusammen mit zehn Mitstudenten seine Solidarität mit den Revolutionären erklärte, wurde er auf Befehl des Marineministers von der Hochschule verwiesen. Darauf begann er sofort ein Studium am St. Petersburger Polytechnischen Institut in der Elektromechanischen Abteilung, das er 1910 abschloss. Dort blieb er dann als Dozent in der Mechanik-Fakultät. 1911 reiste er nach Deutschland, Frankreich und in die Schweiz, um den Stand des Turbinenbaus kennenzulernen.
Nach Beginn des Ersten Weltkrieges wurde Wologdin im Dezember 1914 auf Befehl des Marineministers Iwan Grigorowitsch in das Marineamt versetzt und verteilte die Arbeit im Zeichensaal der Schiffbauverwaltung. Gleichzeitig lehrte er am Petrograder Verkehrsinstitut und in der Schiffbauabteilung des Polytechnischen Instituts.
Während des Bürgerkrieges kämpfte er als Oberleutnant in der Koltschak-Armee. Wegen seiner Tapferkeit wurde er zum Oberstleutnant befördert und erhielt den Orden des Heiligen Wladimir 4. Klasse mit Schwertern und Schleifen sowie den Sankt-Stanislaus-Orden 3. Klasse.
1919 wurde Wologdin als Vertreter des Marineamtes Verwaltungsdirektor der Dalsawod-Schiffswerft in Wladiwostok. 1920 begann er sich in die Anwendung des Elektroschweißens bei Schiffsreparaturen einzuarbeiten, und er wurde Professor an der Staatlichen Fernost-Universität (GDU) in Wladiwostok. 1925 gründete er dort das erste Forschungslaboratorium für Schweißen in der Sowjetunion. Dazu wurde er Rektor der GDU und blieb es bis 1928. 1926 organisierte er die Produktion von geschweißten Dampfkesseln in der Dalsawod-Schiffswerft. 1927 verfasste er den Aufsatz Anwendung des Elektroschweißens beim Bau von Brücken und großen Eisenkonstruktionen. 1928 plante und baute er die vollständig geschweißte Kasan-Brücke von der Stadt Wladiwostok zur Schkot-Insel. Bis 1931 baute er zwei weitere geschweißte Brücken. 1930 baute er den ersten vollständig geschweißten Schlepper in der Sowjetunion. Große Aufmerksamkeit widmete Wologdin der Ausbildung qualifizierter Schweiß-Ingenieure. Er initiierte einen Lehrstuhl für Schweißen in der GDU. Er arbeitete einen ersten Studienplan aus und hielt erstmals eine Schweiß-Vorlesung. Er entwickelte ein System zur Kennzeichnung von Schweißverbindungen auf Konstruktionszeichnungen, staatliche Normen für Elektroden und die Qualitätskontrolle von Schweißnähten. Als 1930 die GDU in verschiedene Institute aufgeteilt wurde, arbeitete Wologdin im Wladiwostoker Fernost-Polytechnischen Institut (DWPI), der späteren Staatliche Fernost-Technische Universität (DWGTU), in dem die erste Fakultät für Schweißen eingerichtet wurde. 1932/1933 war er Direktor des Wladiwostoker Instituts für Technik der Akademie der Wissenschaften der UdSSR.
1933 kehrte Wologdin nach Leningrad zurück und wurde Chef der Schweißgruppe der Technischen Abteilung der Hauptverwaltung für Schiffbau der Marine (GlawMorProm). 1934 wurde er Professor am Leningrader Schiffbau-Institut und hatte 1934 bis 1949 den Schweiß-Lehrstuhl inne. Gleichzeitig war er 1933/1934 Professor am Elektroschweiß-Institut und beriet die großen Werften der Sowjetunion. 1935 baute er in Leningrad ein erstes teilweise geschweißtes großes Schiff. Unter seinem Einfluss wurden geschweißte Docks gebaut sowie Motorschiffe fürs Kaspische Meer. Im Deutsch-Sowjetischen Krieg verdrängte das Schweißen vollständig das Nieten. In seinen letzten Lebensjahren leitete er den Bau von vollständig geschweißten Schiffen auf den Leningrader Werften und arbeitete weiter wissenschaftlich und als Lehrer.
Mit Wologdins Namen wurden der Schweiß-Lehrstuhl des Leningrader Schiffbau-Instituts und das Containerschiff Professor Wiktor Wologdin ausgezeichnet. An der Ruhmesallee der DWGTU wurde eine Wologdin-Büste des Bildhauers E. W. Barsegow aufgestellt.

## Ehrungen
- Orden des Roten Banners der Arbeit